# Negación alterna
En matemática y en lógica simbólica, la negación alterna es llamada también incompatibilidad y función de Sheffer. Su relativa ventaja radica en que las demás funciones binarias pueden expresarse con la negación alterna, sin usar la negación simple. Se denota simbólicamente por 

{\displaystyle e\uparrow f}

 que se lee «no o no» o bien «o no o no».
Ejemplo: «Hernán Cortés (o) no es mejicano o Juan Rulfo no es español»

## Tabla de valores de verdad
(1){\displaystyle {\begin{array}{|c|c||c|}\hline e&f&e\uparrow f\\\hline V&V&F\\V&F&V\\F&V&V\\F&F&V\\\hline \end{array}}}

Formalmente, la negación alterna viene a ser la negación de una conjunción de dos proposiciones.